# Elecciones municipales de 2019 en Horcajo de Santiago
Las elecciones municipales de 2019 se celebraron en Horcajo de Santiago el domingo 26 de mayo, de acuerdo con el Real Decreto de convocatoria de elecciones locales en España dispuesto el 1 de abril de 2019 y publicado en el Boletín Oficial del Estado el día 2 de abril. Se eligieron los 11 concejales del pleno del Ayuntamiento de Horcajo de Santiago, a través de un sistema proporcional (método d'Hondt), con listas cerradas y un umbral electoral del 5 %.

## Candidaturas
En abril de 2019 se publicaron 3 candidaturas, el Partido Popular con la anterior alcaldesa María Roldán García a la cabeza, el Partido Socialista Obrero Español con Óscar Javier Martínez García, y el partido de ámbito municipal afiliado a Podemos, Ahora Horcajo con Eusebio Montalvo Montalvo en cabeza.

## Resultados
Tras las elecciones, el Partido Popular mantuvo sus 6 escaños de la anterior legislatura, manteniendo la mayoría absoluta y la alcaldía para María Roldán García, el Partido Socialista Obrero Español se mantuvo con 5 escaños y Ahora Horcajo no consiguió entrar en el hemiciclo.
| Candidatura     | Candidatura                              | Votos | %                                       | Escaños                                 |
| --------------- | ---------------------------------------- | ----- | --------------------------------------- | --------------------------------------- |
|                 | Partido Popular (PP)                     | 1288  | 55,47                                   | 6                                       |
|                 | Partido Socialista Obrero Español (PSOE) | 988   | 42,46                                   | 5                                       |
|                 |                                          |       |                                         |                                         |
|                 | Ahora Horcajo (Podemos)                  | 27    | 1,16                                    | 0                                       |
| Votos en blanco | Votos en blanco                          | 19    | 0,82                                    | n/a                                     |
| Votos válidos   | Votos válidos                            | 2.302 | 100,00                                  | 11                                      |
| Votos nulos     | Votos nulos                              | 22    | Participación: · \| \| 82,02 % \| 3,85% | Participación: · \| \| 82,02 % \| 3,85% |
| Votantes        | Votantes                                 | 2.344 | Participación: · \| \| 82,02 % \| 3,85% | Participación: · \| \| 82,02 % \| 3,85% |
| Electores       | Electores                                | 2.858 | Participación: · \| \| 82,02 % \| 3,85% | Participación: · \| \| 82,02 % \| 3,85% |
|                 | 82,02 %                                  |       |                                         |                                         |

## Concejales electos
| N.º | Nombre                             | Lista | Lista |
| --- | ---------------------------------- | ----- | ----- |
| 1   | María Roldán García                |       | PP    |
| 2   | Óscar Javier Martínez García       |       | PSOE  |
| 3   | Concepción Jiménez Garrido         |       | PP    |
| 4   | Faustino Barajas Llanos            |       | PSOE  |
| 5   | Celia Jaén Campos                  |       | PP    |
| 6   | María de los Ángeles García García |       | PSOE  |
| 7   | Andrés Gabriel García              |       | PP    |
| 8   | Sonia Rojo Fernández               |       | PSOE  |
| 9   | Luis Alberto Manzanares Roldán     |       | PP    |
| 10  | Justo García García                |       | PSOE  |
| 11  | Jorge Sánchez López                |       | PP    |

- Datos: Q85868146